# Тънаскит
Тъна̀скит (на английски: Tonasket, буквени символи за произношение  Архив на оригинала от 2018-12-26 в Wayback Machine.) е град в окръг Оканоган, щата Вашингтон, САЩ. Тънаскит е с население от 994 жители (2000) и обща площ от 1,7 km². Намира се на 280 m надморска височина. ЗИП кодът му е 98855, а телефонният му код е 509.